# Morgane Dubled
Morgane Dubled (Nizza, 1º luglio 1984) è una modella francese.

## Carriera
La Dubled viene notata all'età di 16 anni dall'agente Simon Chafik nella sua città natale, Nizza. Dopo aver firmato un contratto con l'agenzia Elite Model Management, però la Dubled lascia l'attività che non le stava dando soddisfazioni, per concentrarsi sugli studi. Dopo il diploma, Morgane Dubled, studia medicina a Parigi lavorando come modella, inizialmente part time per pagarsi gli studi, ed in seguito intraprendendola come vera e propria carriera.
Debutta sulle passerelle dell'alta moda nella stagione autunno/inverno 2004, e da quel momento diventa popolarissima nella scena della moda mondiale. Ha sfilato per Armani, Calvin Klein, Chanel, Christian Lacroix, Dolce & Gabbana, Dior, Elie Saab, Emanuel Ungaro, Fendi, Gucci, Hermès, Jean-Paul Gaultier, John Galliano, Lacoste, Lanvin, Kenzo, Marc Jacobs, Marc by Marc Jacobs, Michael Kors, Nina Ricci, Ralph Lauren, Sonia Rykiel, Stella McCartney, Versace, e Viktor & Rolf, fra gli altri.
Morgane Dubled è inoltre apparsa sulla copertina di Vogue Russia ed è stata la testimonial di Dior, Dolce & Gabanna, Just Cavalli, Jean-Paul Gaultier e Rochas (in una campagna pubblicitaria diretta da Bruno Aveillan). Dal 2005 al 2008 ha partecipato anche alle sfilate di Victoria's Secret.

## Agenzie
- Viva Models - Parigi
- DNA Model Management